# Astley Cooper
Sir Astley Paston Cooper, 1. baronet, angleški kirurg in anatom, * 23. avgust 1768, Norfolk, Anglija, † 12. februar 1841, London, Anglija.
Cooper je pomembno prispeval k razvoju otologije, žilne kirurgije, patologiji in kirurgiji kile, ...